# Ban Ki-moon
Ban Ki-moon (hangul: 반기문, hanja: 潘基文), korejski politik in diplomat, * 13. junij 1944, Chungju, Japonski imperij.
Od januarja 2004, do novembra 2006 je bil južno korejski minister za zunanje zadeve. 13. oktobra 2006 je bil izvoljen za generalnega sekretarja OZN in je na tem mestu nasledil Kofija Anana 1. januarja 2007.  Na položaju ga je 1. januarja 2017 nasledil António Guterres.